# Mode 1750–1775

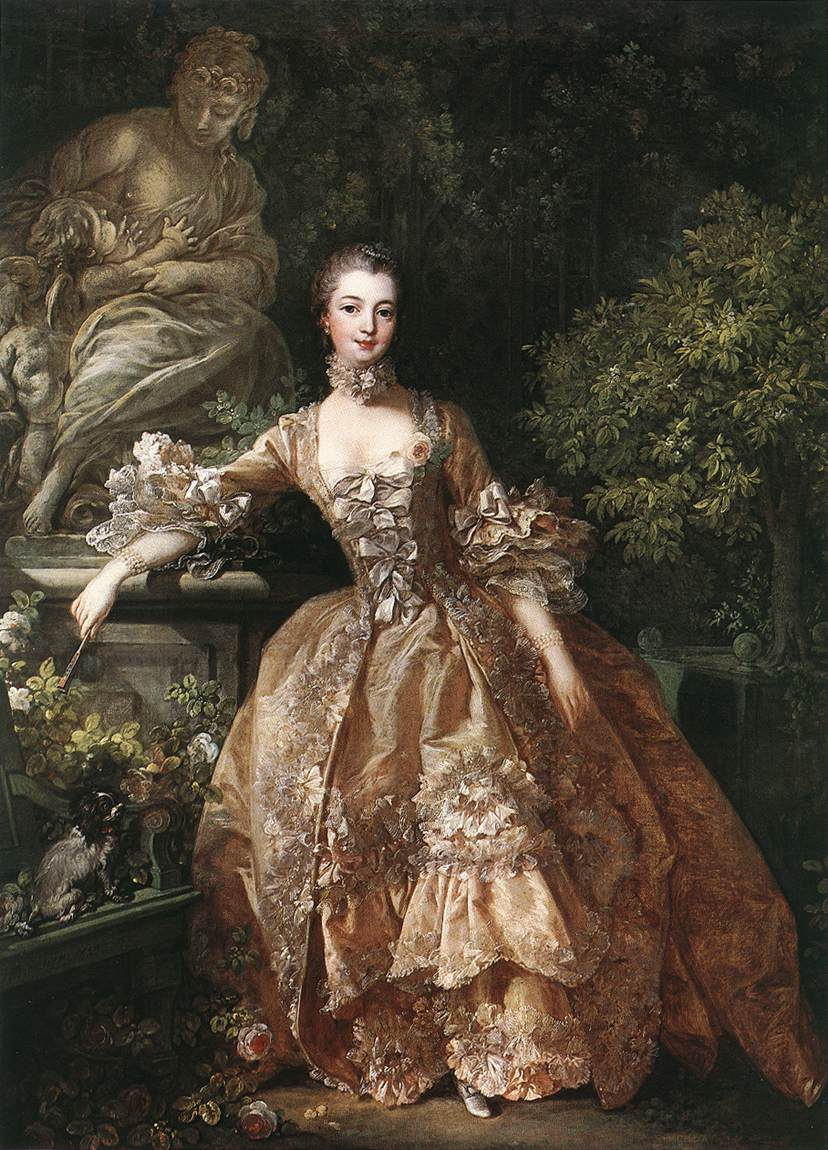

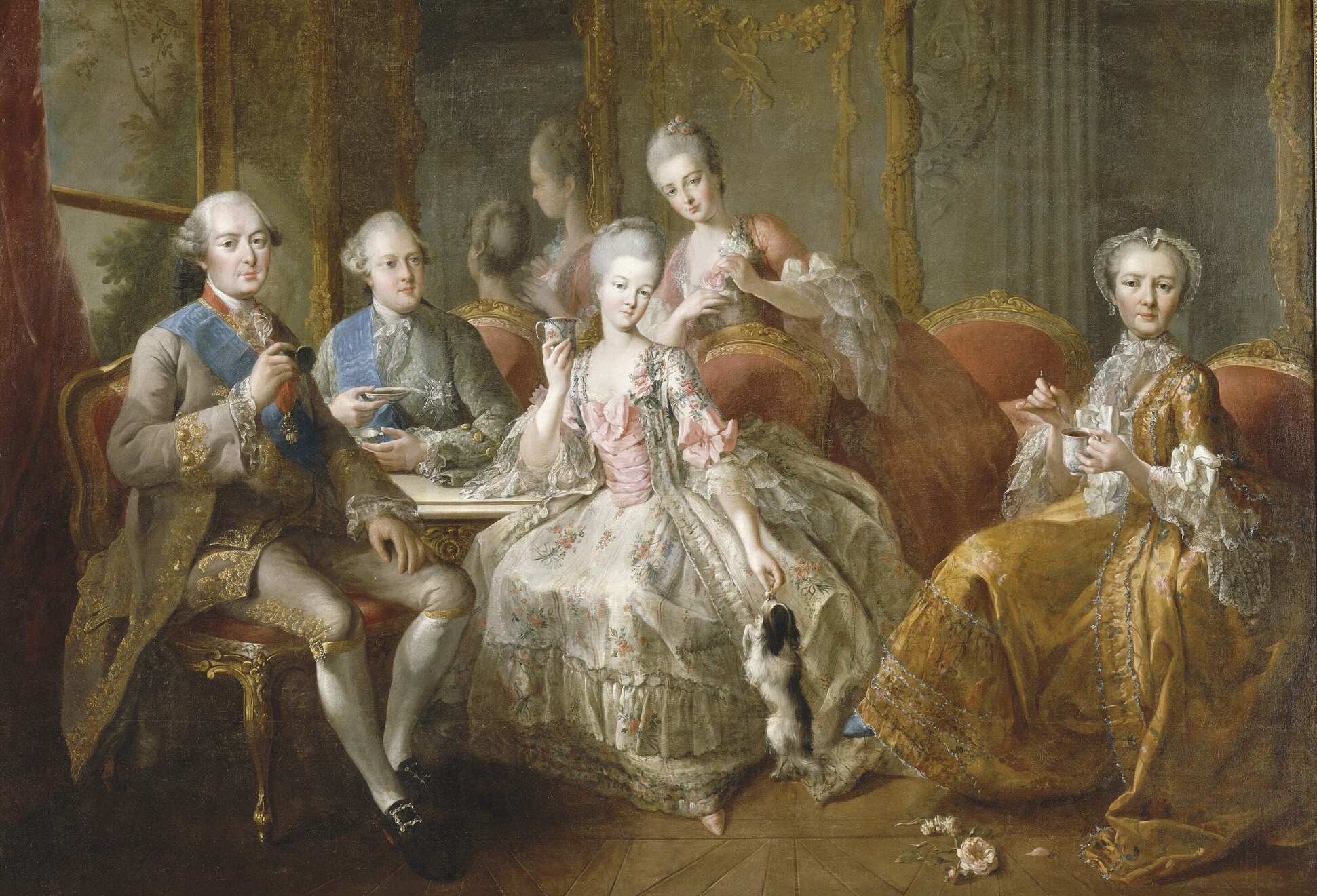

Mode 1750–1775 syftar på modet i Europa under perioden mellan 1750 och 1775. Under denna tidsperiod var mode ett västerländskt fenomen, eftersom klädedräkten i andra delar av världen under denna tidsperiod bestod av en etnisk och kulturell klädedräkt, som inte genomgick förändringar efter modets växlingar på det sätt som skedde i Europa. 

## Allmänt
Rokoko kallas det mode som var populärt under tidsperioden 1730–1780. Ordet Rokoko betyder snäcka. Frankrike var modenationen under 1700-talet. Modet började förändras för båda könen i och med kungens död 1715, då allongeperuken blev omodern för män och fontangen för kvinnor, samtidigt som säcklänningen och panierstyvkjolen blev modern. 
Mannen bar en rock över en väst, skjorta och snäva knäbyxor. Kvinnors klänning öppnade sig som en rock på framsidan över snörliv och underkjol. Modets grundmodell kvarstod oförändrad i fyrtio år, 1730–1780. 
Under denna tid förändrades inställningen till färger och pastellfärger blev moderna. Män och kvinnor använde under 1700-talet samma färger och mönster, och endast under 1780- och 90-talen börjar en större skillnad gradvis framgå. Barockens starka färger avlöstes av ljusa pastellfärger, som från 1720- och 30-talen fram till cirka 1780 blev de mest moderna. De populäraste färgerna under rokokon var pärlgrått, ljusblått, vitt och rosa. Mörka färger bars mer sällan under rokokon, utom som grundfärg till ljusa mönster, så som till exempel ljusa blommor på mörk botten. 
Det ansågs vackert att vara blek, och puder användes i stora mängder av både män och kvinnor. Både män och kvinnor sminkade sig och använde parfym under 1700-talet. Man använde rouge, puder och färg till läpparna, dock sminkades inte ögon eller ögonbryn. 
Modet föreskrev att rougefärgen skulle synas tydligt och att det skulle se konstgjort, och inte naturligt, ut. Pudret var dock inte alltid så onaturligt vitt som senare karikatyrer visade, utan kunde också se mer naturligt ut. Man pudrade både hår och hud. Pudret i håret kunde ha olika färger. Effekten man ville få var att utplåna kontrasten mellan hy, hår och kläder, och åstadkomma ett matt helhetsintryck utan kontraster. Pudret som användes innehöll bly, och det var inte ovanligt att man blev sjuk på grund av blyförgiftning, men man förstod inte förrän senare att detta berodde på pudret. 
Parallellt med det franska rokokomodet, fanns även det engelska lantmodet. Den engelska adeln levde inte vid hovet, som den franska, utan föredrog att leva på sina gods, och där bära förenklade kläder. Detta samspelade med tidens växande idealisering av naturen. Det engelska lantmodet växte långsamt i popularitet parallellt med den franska rokokon under andra hälften av 1700-talet.

## Dammode

### Klädedräkt
Tiden 1750–1775 var Robe à la française den mest populära modellen. Från cirka 1750 bars den med kjolen öppen över underkjolen, medan den under 1740-talet hade haft sluten kjol. Panierstyvkjolen förenklades och efter 1750 bars istället pocher, som gav samma effekt av att breda ut kjolen åt sidorna, men som inte längre bestod av en benad underkjol utan bara av två löstagbara ställningar eller "vingar" att knyta fast om midjan under kjolen, vilken var mycket enklare och lättare än panierstyvkjolen. Styvkjolen nådde sitt maximum under 1740- och 1750-talen, och började minska i storlek under 1760-talet. 
Robe à la française var modern 1770-talet ut. Under 1770-talet var Robe à la polonaise modern, som var en vidareutveckling av Robe à la française, med draperad kjol: denna var rentav ännu mer dekorerad än Robe à la française hade varit. Cirka 1780 försvann modellen slutligen från modet.
Vid sidan av Robe à la française blev det engelska lantmodet, inspirerat av den engelska adelns lantliga godsliv, gradvis allt mer populärt, eftersom det associerades med det populära idealiserandet av naturlivet, känt som Arcadia. Det gjorde att den förenklade engelska klänningsmodellen, Robe à l'anglaise, också gradvis blev mer populär. 

### Hår och huvudbonad
Under denna tid var damfrisyrerna förhållandevis enkla och diskreta. I allmänhet utgjordes de av variationer av samma frisyr: håret kammades från ansiktet och fästes diskret på bakhuvudet, varefter en eller två korkskruvslockar ibland kunde dras över ena axeln. de pryddes gärna av en diskret blomma eller annan hårdekoration. Det var klänningen modet lade fokus på under denna tid, och hårmodet var diskret för att inte dra fokus från klädedräkten. Den mest populära frisyren var tête de mouton. 

### Bildgalleri

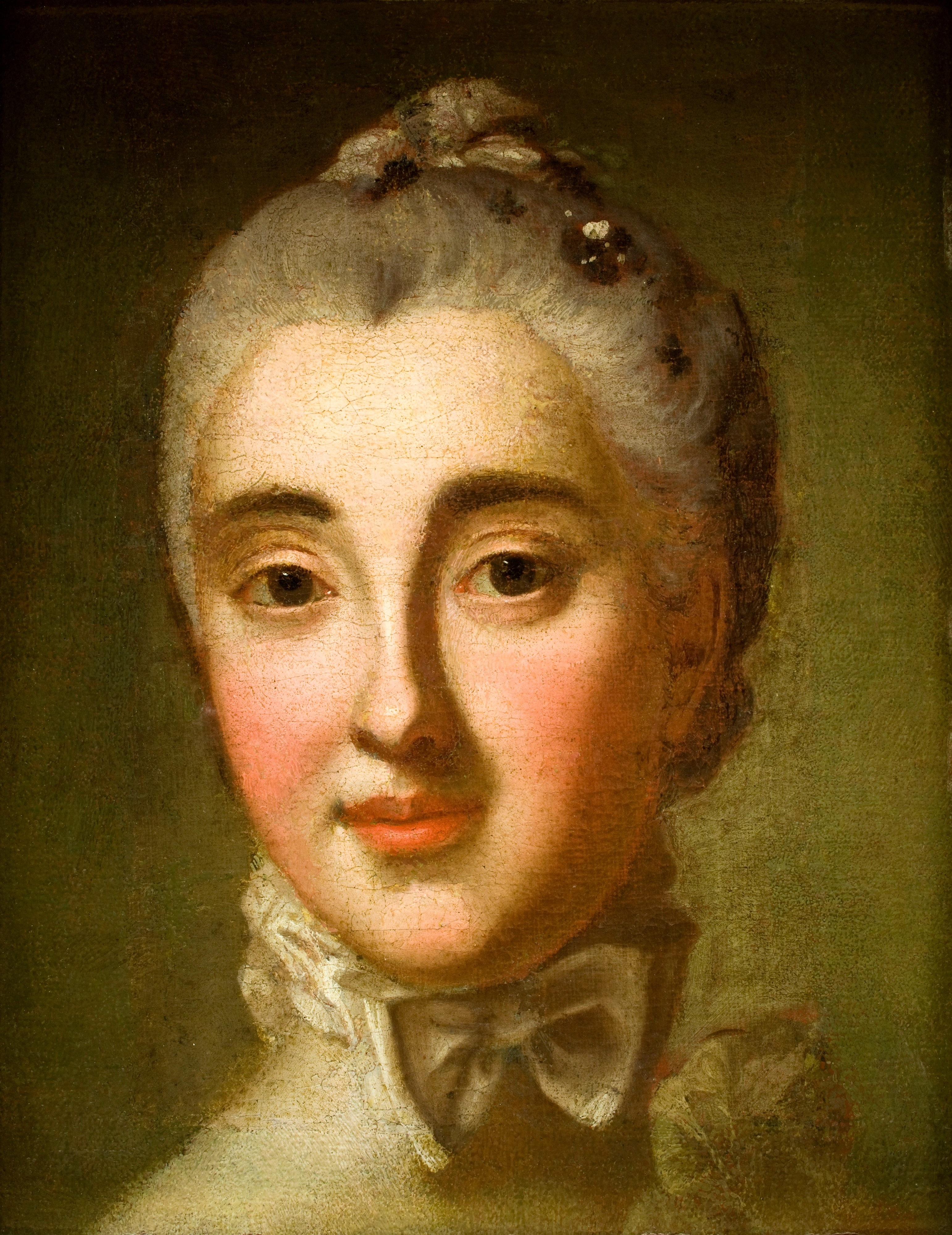
Den typiska släta tättkammade frisyren 1730–1770: tête de mouton.
Den typiska Robe à la française-klänningen.

## Herrmode

### Klädedräkt
Under 1760– och 70-talen minskade gradvis mansdräkten i storlek och slimmandes av. Ärmarnas slag och manschetter krympte och slätades ut, skörten blev kortare och snävare och västen under rocken kortades av. 

### Hår och huvudbonad
Modet med hårpiska var modernt under nästan hela seklet efter 1720. Till skillnad från hur det varit under allongemodets tid var den nya frisyren möjlig att åstadkomma med ens naturliga hår, och män behövde därför inte nödvändigtvis raka av sig håret och köpa en peruk, utan kunde pudra och frisera sitt eget hår. Att bära peruk var dock fortfarande vanligt. 
Män bar under seklet den trekantiga trekornshatten, vars höjd och brätten varierade med modets skiften. Den bredbrättade hattens brätten fästes upp från tre hålla mot kullen och antog därmed formen av en trekantig hatt, tricorne, som blev den absolut vanligaste hatten för män. Den populära "domino-stilen" utgjordes av en mask, en long kapé och en tricornehatt: dessa behövde inte vara svarta, men det var populärt att de var det, för att kontrastera mot de annars populära pastellerna i den övriga dräkten. 

### Bildgalleri

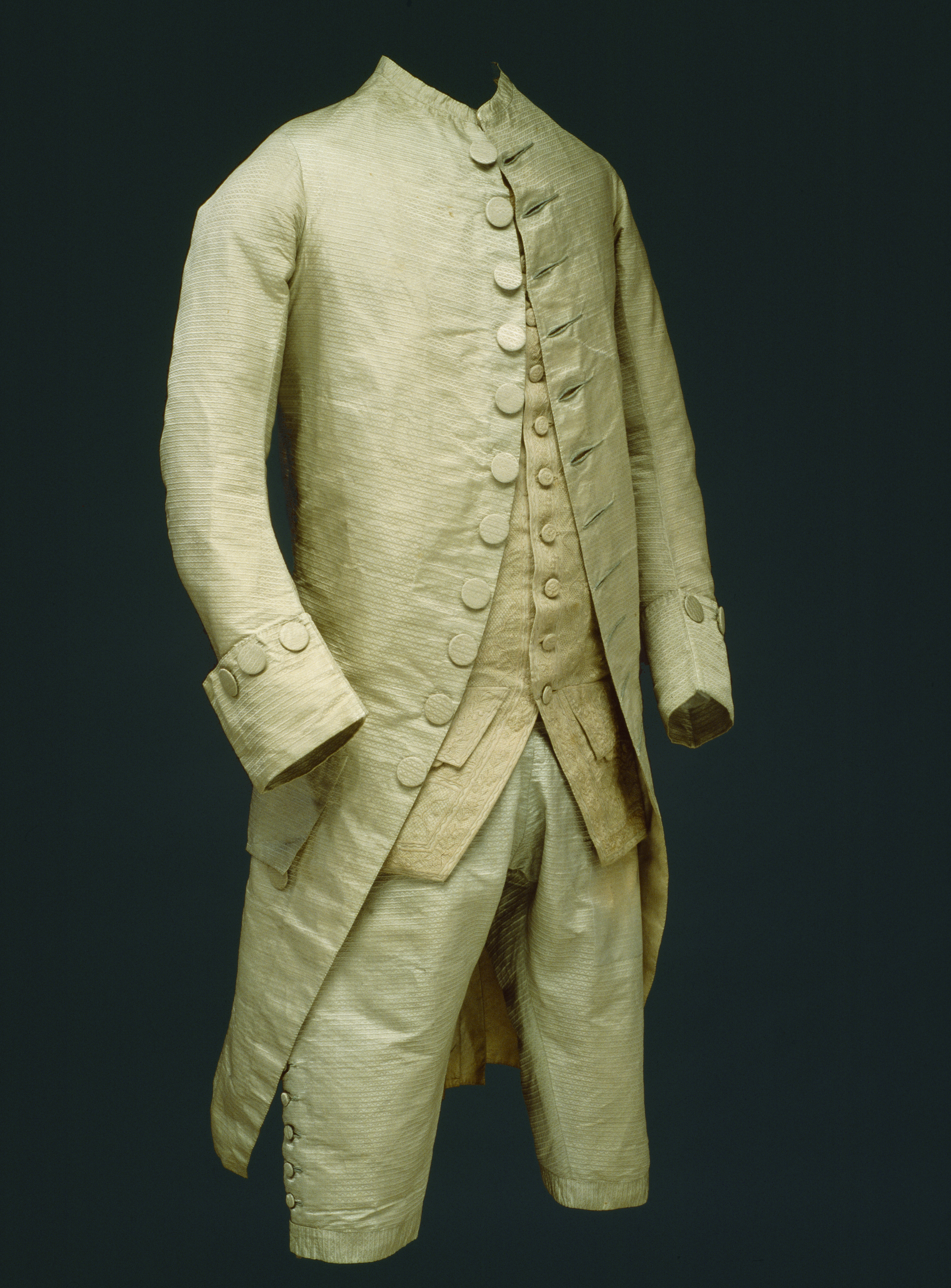
Gustav III:s celadondräkt, 1777.
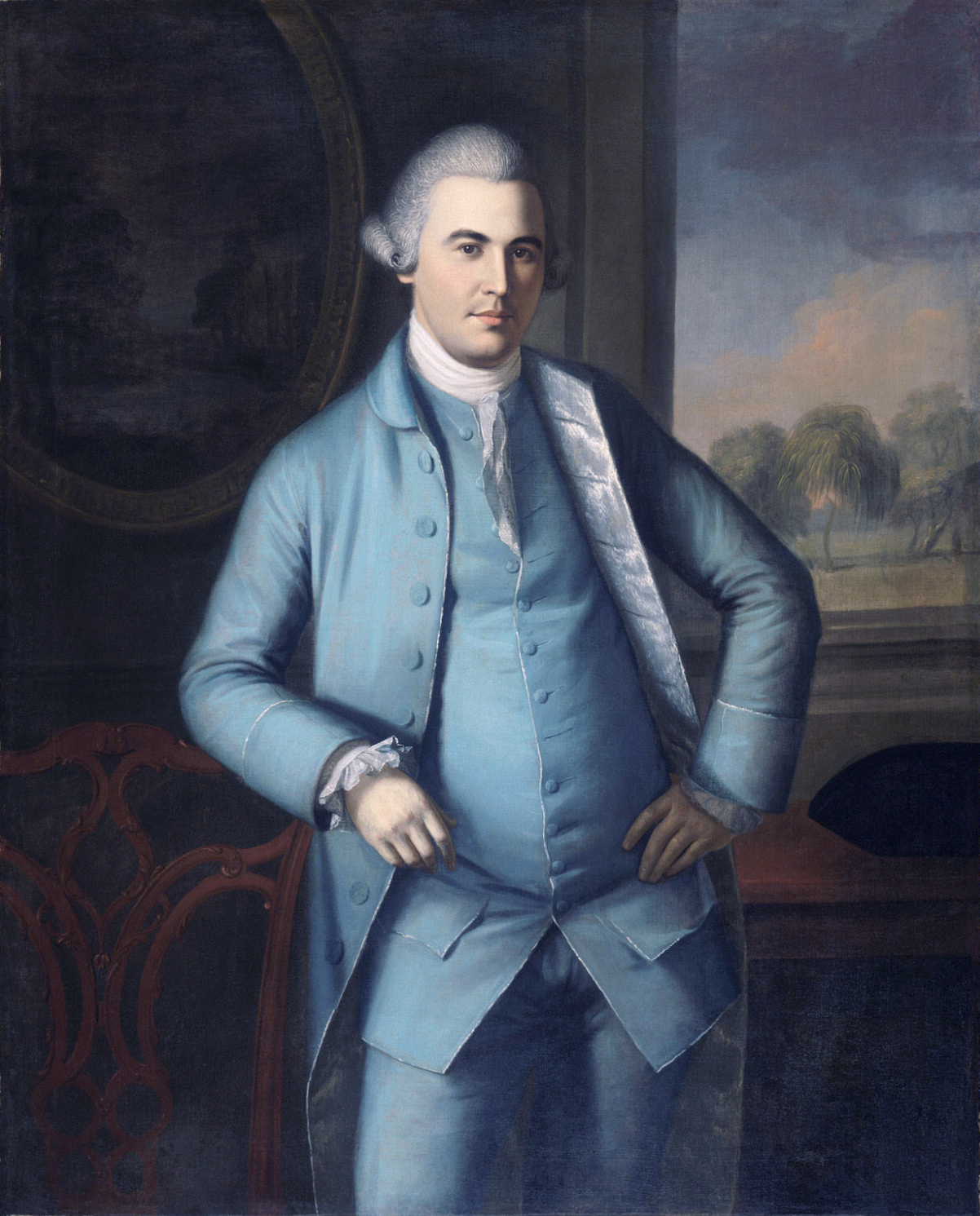
Colonel Lambert Cadwalader (1743–1823), by Charles Willson Peale (1741–1827.

### Övriga källor
- Kybalova, L Den stora modeboken Folket i bilds förlag, Stockholm 1969
- Broby-Johansen, R., 1900-1987. - Kropp och kläder : [klädedräktens konsthistoria] / R. Broby-Johansen ; [övers.: Herbert Friedländer ; teckningar: Ebbe Sunesen] ; [dräkttermerna granskade av Björn Hallerdt].. - 1978 - 2., utök. uppl., 2. tr.. - ISBN 9129505976
- Gorsline, Douglas (1993[1952]). A history of fashion: a visual survey of costume from ancient times. London: Batsford
- Brown, Carolina (1991). Mode: klädedräktens historia genom fem sekler. Stockholm: Rabén & Sjögren
- Brown, Carolina (2005). Skönhetens mask ur den kroppsliga skönhetens historia. Enskede: TPB
- Jacobson, Maja (2009). Färgen gör människan: om färg, kläder och identitet från antiken till våra dagar. Stockholm: Carlsson
- Tydén-Jordan, Astrid (red.) (1987). Kungligt klädd, kungligt mode. Stockholm: Bergh